# British Columbia Lions
De BC Lions (of simpelweg de Lions) zijn een professioneel Canadian football-team uit Vancouver (Brits-Columbia). Ze komen uit in de westdivisie van de Canadian Football League (CFL).